# Liste des compagnies aériennes disparues de Guinée
Ceci est une liste des compagnies aériennes disparues de Guinée,.
| Airline                                  | Image | IATA | ICAO        | Signe d'appel      | Fondé     | Cessé opérations | Notes                                                  |
| ---------------------------------------- | ----- | ---- | ----------- | ------------------ | --------- | ---------------- | ------------------------------------------------------ |
| Aéro Trans Guinee                        |       |      |             |                    | 1993      | 1993             | Exploité par Antonov An-12                             |
| Air Guinee                               |       | GI   | GIB         | AIR GUINEE         | 1960      | 2002             | Renommé en Air Guinée Express                          |
| Air Guinee Express                       |       | 2U   | GIP         | FUTURE EXPRESS     | 2002      | 2008             |                                                        |
| Air Guinee International                 |       |      |             |                    | 2010      | 2010             | Jamais lancé                                           |
| Brise Air                                |       |      | GIW         |                    | 2010      | 2011             | Jamais lancé                                           |
| Galex Guinee Air                         |       |      | GIW;GID;GIX |                    | 2006      | 2012             | AOC révoqué. Exploité par An-12, An-26, Ilyushin Il-18 |
| GR Avia                                  |       |      | GIB;GIR     |                    | 2006 2010 | 2009 2012        |                                                        |
| Guinee Air Cargo                         |       | GN   | GJH         |                    | 2006      | 2008             | [ 5 ]                                                  |
| Guinée Air Service                       |       |      | GIS         | GASS               | 1985      | 2009             | Exploité par Antonov An-26                             |
| Guinee Airlines                          |       | J9   | GIF         | GUINEE AIRLINES    | 1999      | 2004             |                                                        |
| Guinee Inter Air                         |       |      |             |                    | 1992      | 2001             | Exploité par An-24, Yak-40                             |
| Guinee Paramount Airlines                |       |      | GIQ         | GUIPAIR            | 2000      | 2004             | Exploité par Antonov An-24                             |
| Sant'Air Cargo                           |       |      |             |                    | 2003      | 2005             | Exploité par An-8, An-12                               |
| Seba Airlines                            |       |      | GIK         |                    | 2005      | 2006             | Exploité par Antonov An-24                             |
| Sky Guinee Airlines                      |       |      | GIG         |                    | 2011      | 2013             | AOC révoqué                                            |
| Sud Air Transport                        |       |      | GID         | SUD TRANSPORT      | 2003      | 2004             | [ 11 ]                                                 |
| Union des Transports Africains de Guinée |       |      | GIH         | TRANSPORT AFRICAIN | 2001      | 2004             | une coentreprise guinéo-libanais                       |

## Voir également
- Liste des compagnies aériennes de Guinée
- Liste des aéroports en Guinée